# Albert Heichlinger
Albert Heichlinger (* 13. August 1908 in München; † 2001) war ein deutscher Architekt.

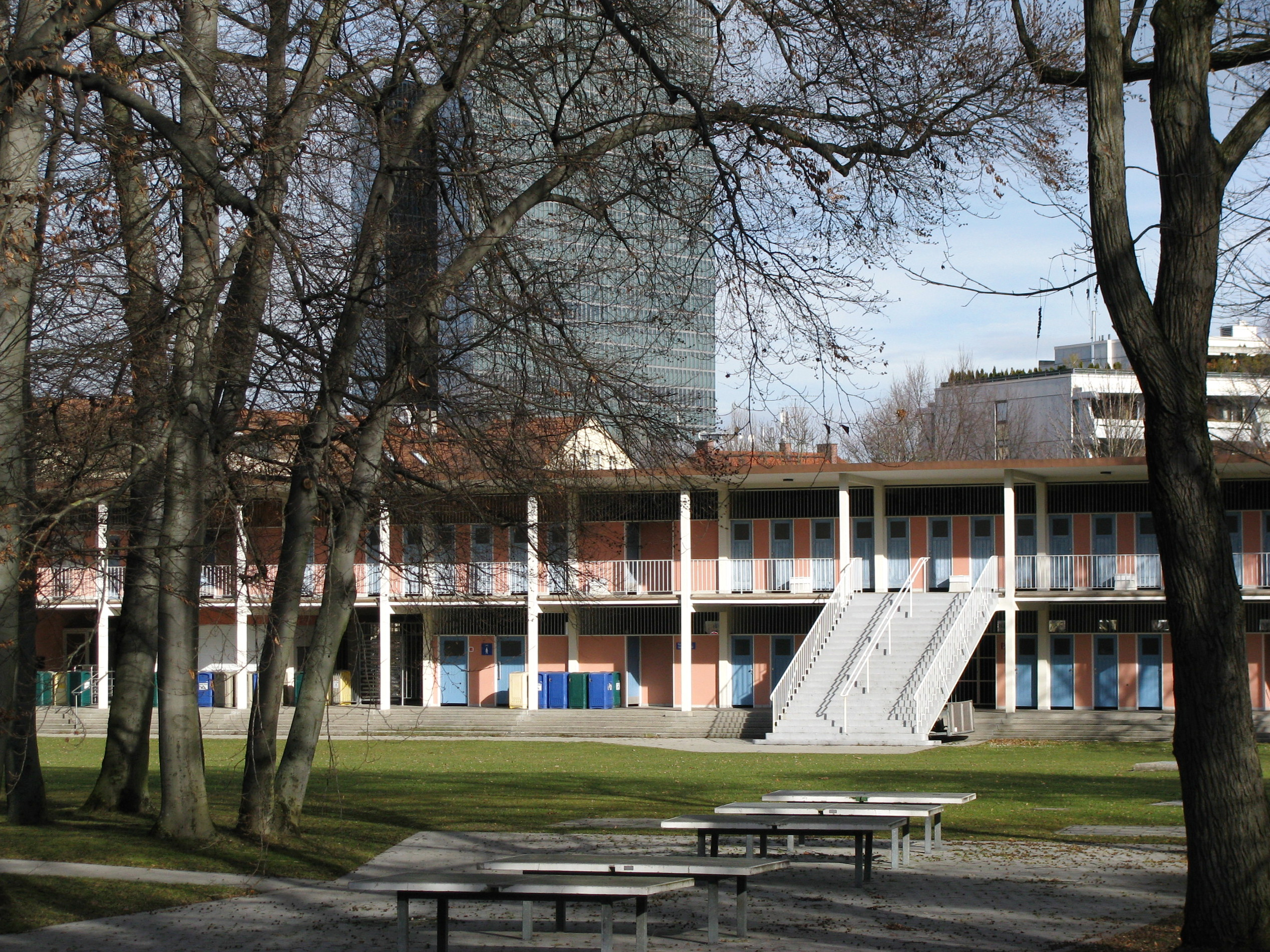
Ungererbad, München-Schwabing

## Werdegang
Albert Heichlinger studierte an der TH München bei Robert Vorhoelzer und German Bestelmeyer. Ab 1930 war er als Praktikant und ab 1932 als Referendar an der Oberpostdirektion in München tätig. 1936 war er Bauassessor der Regierung von Oberbayern. Von 1936 bis 1942 sowie 1948 bis 1967 arbeitete er im Stadtbauamt München und von 1967 bis 1973 hatte er die Position des Stadtbaudirektors inne. Er ist der Postbauschule zuzurechnen.

## Bauten und Entwürfe
Er baute unter anderem Krankenhäuser und Heime.
- 1936–1938: Funkkaserne in München-Schwabing (mit Lars Landschreiber und Max Dellefant)
- 1933–1934: Häuser in der Mustersiedlung Ramersdorf in München (weitere Gebäude von Friedrich Ferdinand Haindl, Sep Ruf, Franz Ruf, Lois Knidberger, Max Dellefant, Theo Pabst, Christoph Miller, Hanna Loev und Karl Delisle)
- 1948: Wettbewerbsentwurf für den Kürschnerhof in Würzburg (mit Theo Pabst, angekauft, nicht ausgeführt)
- 1951: Ungererbad in München-Schwabing
- 1952–1953: Kontorhaus II in München-Sendling (mit Philipp Zametzer)
- 1954–1955: Heizkraftwerk Müllerstraße, München-Isarvorstadt (mit Werner Issel, Philipp Zametzer und Kraftwerks-Ingenieur Oberbaudirektor Karl Hencky)
- 1958: Kraftwerk Theresienstraße, München-Maxvorstadt (mit Theo Pabst und Philipp Zametzer)
- 1958–1959: Erweiterung des Kontorhauses II in München-Sendling

## Ehrungen
- Funkkaserne ist Baudenkmal von Schwabing[2]
- Ungererbad ist Baudenkmal von Schwabing[3]
- Kontorhaus II ist Baudenkmal von Sendling[4]